# 116-та окрема механізована бригада (Україна)
116-та окрема механізована бригада (116 ОМБр) — механізоване з'єднання Сухопутних військ Збройних сил України чисельністю у бригаду. Входить до складу 10-го армійського корпусу.
Створена після російського вторгнення 30 січня 2023 року. Базується в Полтавській області. Входить до складу ОК «Північ». У 2023 році бригада вела бої на мелітопольському напрямку.

## Історія

### Передумови
У 2022 році почалося російське широкомасштабне вторгнення в Україну.

### Створення і бої
Станом на серпень 2023 року бригада була у складі 10-го армійського корпусу, і вела бої на мелітопольському напрямку.

## Оснащення
На озброєнні бригади були помічені передані Сполученим Королівством самохідні артилерійські установки AS-90.

## Структура
- Підрозділ ударних БпЛА Khorne Group[4][5]
- 23-й окремий стрілецький батальйон

## Командування
- на грудень 2024: полковник Колонтай Іван Петрович[6]

## Символіка
Нарукавний знак бригади затверджено 23 червня 2023 р. На емблемі зображено фігури, що були найбільш характерні для козацької геральдики XVII—XVIII ст.: лицарський хрест, дві шаблі, чотири зірки. Останні присутні й у сучасному гербі м. Полтава.

## Втрати

### 2023
- 12 липня 2023 — Борух Василь Степанович («Історик»), старший солдат. Поранений у боях біля с. Павлівка Василівського району Запорізької області, помер у лікарні м. Запоріжжя.[7]
- 17 липня 2023 — Бардін Максим («Чаклун»), солдат. Загинув у м. Авдіївка на Донеччині від осколкового поранення.[8]
- 27 липня 2023 — Нановський Олександр, 1982 р.н. Солдат, інженерно-саперний взвод. Загинув під час ведення оборонного бою в районі населеного пункту Дружба Донецької області[9].
- 28 липня 2023 — Меташок Станіслав («Циган»), солдат. Загинув поблизу міста Авдіївка на Донеччині.[10]
- 30 липня 2023 — Тучапський Володимир. 23 серпня 1977 р.н.[11][12]
- 1 серпня 2023 — Хмеловський Євген Петрович. 11 січня 1987 р.н.[13]
- 2 серпня 2023 — Шаравара Микола («Веган»). 28 травня 1987 р.н.[14][15]
- 11 серпня 2023 — Чурілов Олександр Володимирович, солдат. 1992 р.н. Поранений 6 серпня 2023 року, помер у лікарні.[16]
- 12 серпня 2023 — Бабінчук Ігор Васильович, головний сержант.[17]
- 16 вересня 2023 — Томенко Іван Іванович, солдат.[18]
- 29 вересня 2023 — Олешний Володимир Петрович («Шум»). 21 квітня 1987 р.н.[19]
- 29 вересня 2023 — Вартовник Михайло. 20 листопада 1989 р.н.[20]
- 31 серпня 2023 - Цебринський Святослав Романович, 31 рік. Солдат, командир гармати самохідно-артилерійського дивізіону. Помер від отриманих ран у КНП «Запорізька клінічна лікарня»[21].
- 1 вересня 2023 — Грушка Андрій. 22 серпня 1968 р.н.[22]
- 18 жовтня 2023 — Ігор Вікторович Яблоновський, номер обслуги САУ. Поранений 15 жовтня 2023 року, помер у лікарні.[23]
- 25 грудня 2023 — Чех Дмитро Леонідович, солдат. Загинув в районі села Новобахмутівка Покровського району Донецької області.[24]
- 28 грудня 2023 — Гнатюк Вадим («Гнат»), лейтенант. Загинув в бою за місто Авдіївку Донецької області.[25]

### 2024
- 9 травня 2024 — Магрело Петро («Батя»). 50 років, м. Сарни. Загинув поблизу села Піски Харківської області.[26]
- 16 травня 2024 — Ковць Олег.[27]
- 12 червня 2024 - Болюх (Савич) Віталій, 42 роки. Солдат. Загинув біля н.п. Синьківка Куп’янського району на Харківщині[28].
- 19 червня 2024 - Гнатюк Ігор Петрович, 26 років. Солдат, номер обслуги зенітно-ракетного відділення зенітно-ракетного взводу механізованого батальйону. Загинув в районі н.п. Піщане Куп’янського району Харківської області[29].
- 22 червня 2024 — Смецький Антон, сапер. 27 травня 1986, м. Донецьк, хореограф. Втратив ногу в серпні 2023, але після реабілітації та протезування повернувся. Загинув на фронті.[30]
- 2 липня 2024 — Клепач Павло Богданович («Рама»). 2 липня 1995, с. Мацошин. Загинув в селі Синьківка Харківської області.[31]
- 4 липня 2024 — Бердадін Андрій Ярославович («Грем»), молодший лейтенант, командир взводу розвідки. 22.08.2000 р.н. Загинув у с. Перший Лиман Купянського району Харківської області.[32]
- 24 липня 2024 — Дорош Маркіян. 23.07.2001, м. Львів.[33][34]
- 24 липня 2024 - Кальченко Максим Миколайович, 24 роки. Молодший сержант, командир розвідувального відділення розвідувального взводу механізованого батальйону. Загинув в районі н.п. Синьківка Купʼянського району Харківської області[35].
- 28 вересня 2024 - Ульянец Віталій Вікторович, солдат, водій мінометного взводу мінометної батареї. Загинув внаслідок ракетного удару поблизу села Ясенове Покровського району Донецької області[36].
- 18 жовтня 2024 — Перевалов Валерій, старший сержант. Загинув в бою поблизу села Синьківка на Харківщині.
- 28 листопада 2024 - Гринюка Андрій Михайлович, 33 роки. Солдат, стрілець-снайпер. Загинув під час виконання бойового завдання в н.п. Синьківка Куп’янського району Харківської області[37].

### 2025
- 30 січня 2025 — Табінський Андрій Іванович, старший лейтенант. 1988, м. Львів.[38]

## Вшанування
Найвищими державними нагородами відзначені:
- Максим Захарченко, майор, заступник командира танкового батальйону. Герой України (2023)[2]